# گیلاس جامائیکا
گیلاس جامائیکا (نام علمی: Muntingia calabura) نام یک گونه از راسته پنیرک‌سانان است.

## نگارخانه

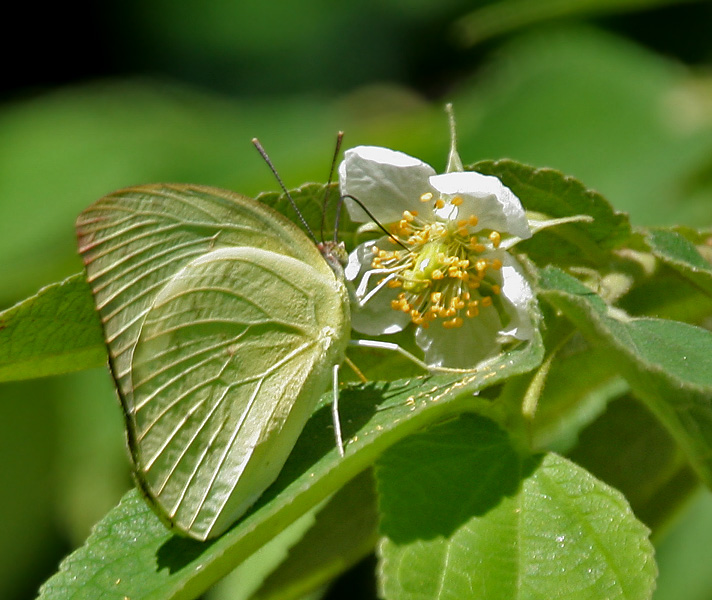
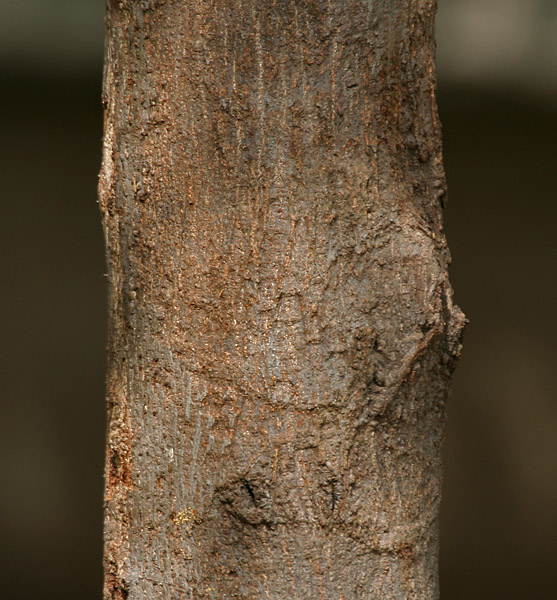
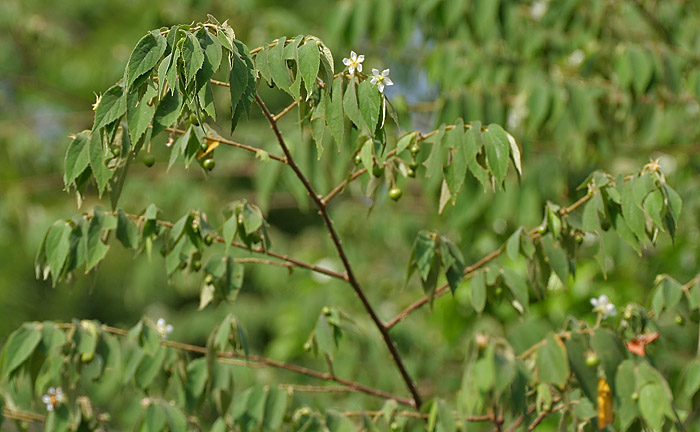
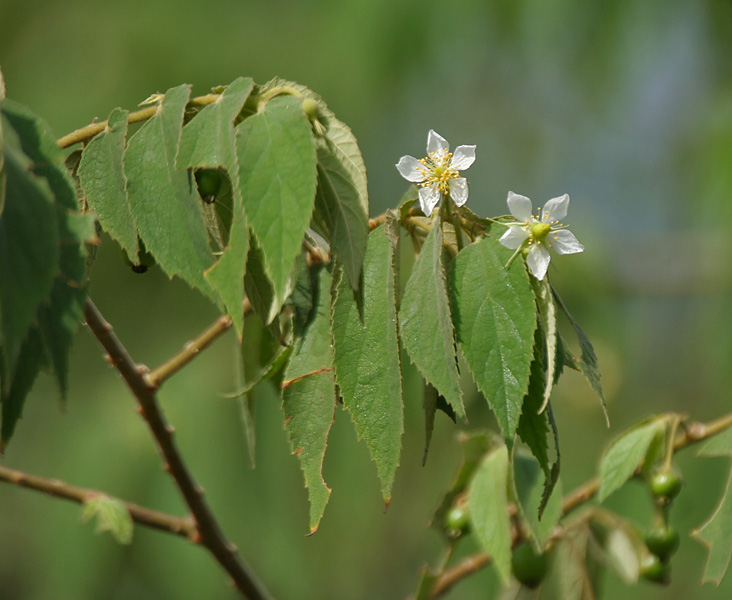
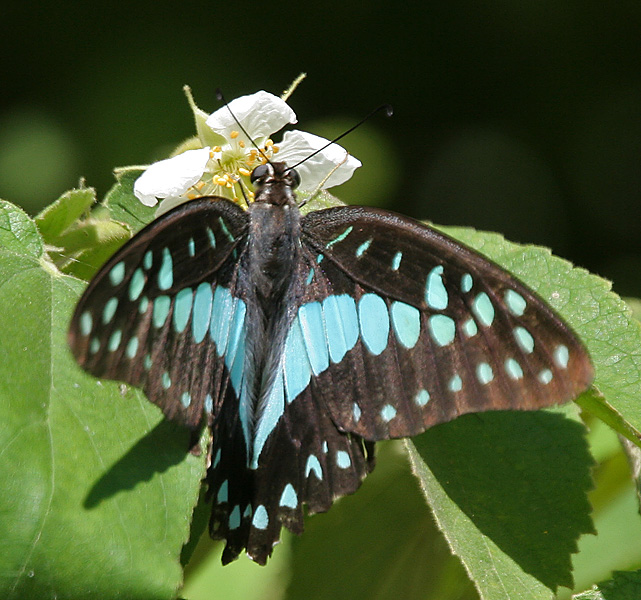
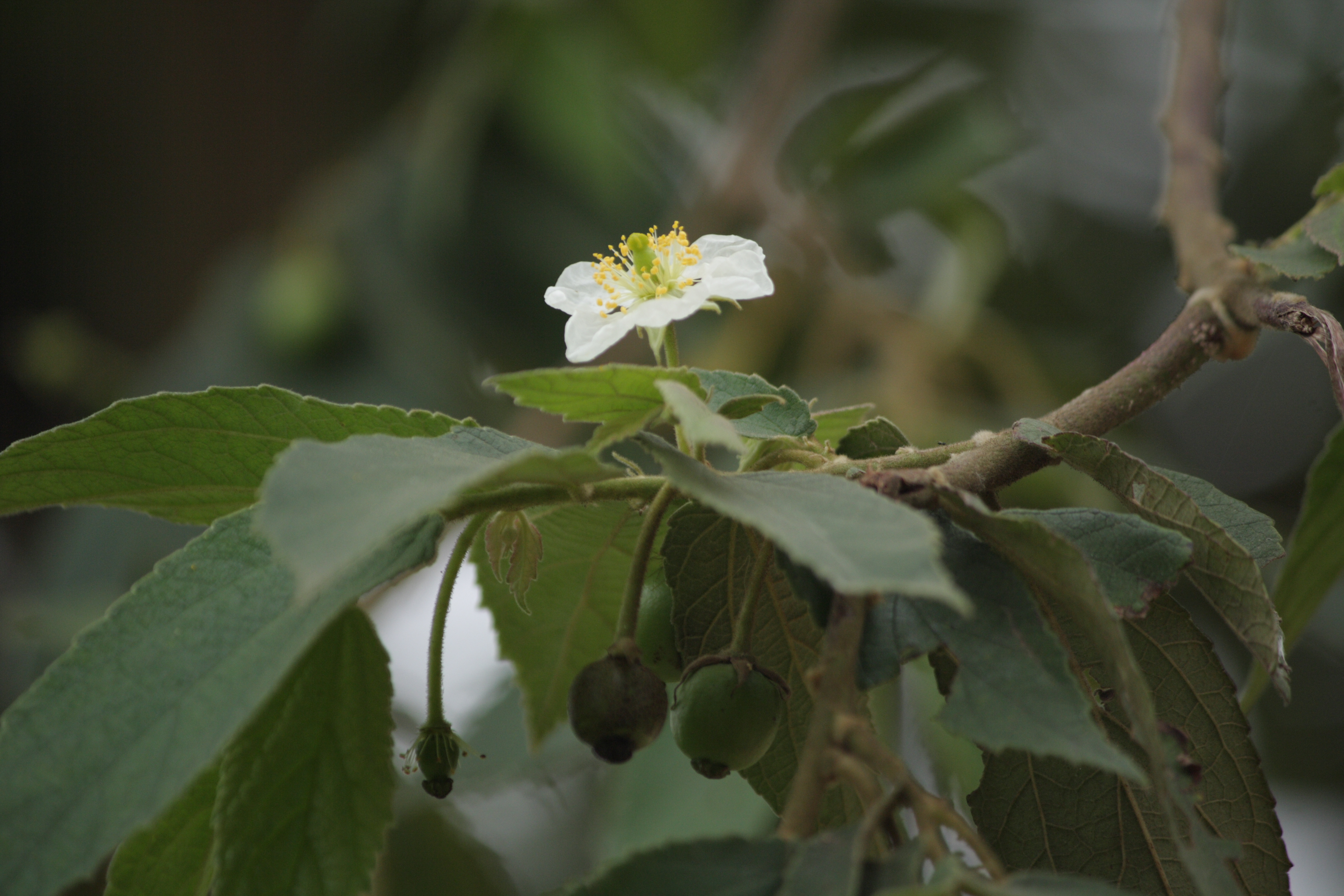